# Brasão de armas da Gâmbia
O brasão de armas da Gâmbia está em uso desde 18 de Novembro de 1964. Reproduz dois leões, um segurando um machado, e outro segurando uma enxada, enquanto suportam o escudo que contém mais uma enxada e um machado cruzados. No topo do escudo está posto um elmo encimado por uma palma. No fundo está o lema: Progresso, Paz, Prosperidade.
Os dois leões representam a história colonial da Gâmbia como parte do Império Britânico. O machado e a enxada cruzados representam a importância da agricultura para a Gâmbia. Também se considera representarem os dois maiores grupos étnicos da Gâmbia; os Mandingo e os Fulas. A palma sobre a crista heráldica, é também uma árvore nacional central.